# 몽골 주재 외국공관 목록

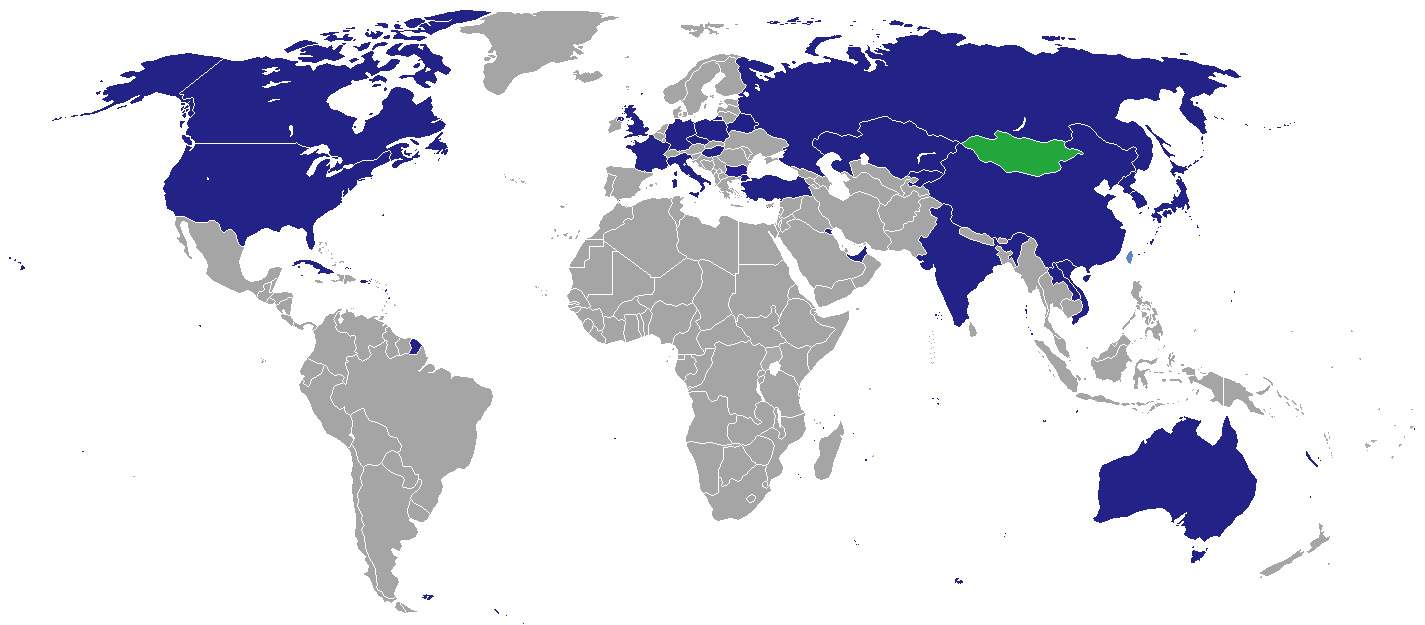
몽골에 설치된 주요 재외공관 국가들.

몽골 주재 외국공관 목록은 몽골에 주재하는 외국공관(대사관 및 영사관)과 함께 몽골과 외교 관계는 수립했으나, 몽골에 공관을 설치하지 않은 국가에 대해 다룬다.
현재 울란바토르에 대사관을 설치한 국가는 24개국이다.

## 대사관
| - 오스트레일리아 - 벨라루스 - 불가리아 - 캐나다 - 중국 - 쿠바 - 체코 - 프랑스 - 독일 - 헝가리 - 인도 - 이탈리아 | - 일본 - 카자흐스탄 - 조선민주주의인민공화국 - 대한민국 - 쿠웨이트 - 라오스 - 러시아 - 튀르키예 - 아랍에미리트 - 영국 - 미국 - 베트남 |

### 대사관 개관 예정국
- 브라질
- 인도네시아
- 이란
- 폴란드
- 사우디아라비아
- 남아프리카 공화국
- 태국
- 우즈베키스탄
- 스위스
- 루마니아

## 총영사관
- 다르항, 에르데네트 :  러시아

## 울란바토르에 설치된 기타 외교 시설
- 유럽 연합 : 대표부
- 중화민국 : 대표부
- 스위스 : 중화인민공화국 주재 스위스 대사관에서 운영하고 있는 영사 사무소 (추후 대사관으로 승격될 수도 있음)

## 과거 존재한 공관
- 산마리노 : 대사관

## 비상주공관
다음 국가들은 몽골과 외교 관계는 수립하였으나, 몽골에 대사관을 설치하지 않은 국가들이다. 옆에 병기한 지역에 설치된 공관에서 주 몽골 대사관을 겸임한다.

### 베이징시에 상주공관을 겸임하고 있는 국가
| - 알바니아 - 아르헨티나 - 오스트리아 - 아제르바이잔 - 벨기에 - 보스니아 헤르체고비나 - 브루나이 - 크로아티아 - 키프로스 - 덴마크 - 에스토니아 - 핀란드 - 그리스 - 아이슬란드 - 인도네시아 - 아일랜드 - 이스라엘 - 라트비아 - 리투아니아 | - 북마케도니아 - 마다가스카르 - 네덜란드 - 뉴질랜드 - 노르웨이 - 오만 - 팔레스타인 - 필리핀 - 폴란드 - 포르투갈 - 세르비아 - 슬로베니아 - 남아프리카 공화국 - 스페인 - 스웨덴 - 시리아 - 탄자니아 - 우크라이나 - 잠비아 |

### 그 외의 다른 도시에 상주공관을 둔 나라
- 서울특별시 :  멕시코,  칠레,  싱가포르,  파라과이
- 도쿄도 :  페루,  아프가니스탄
- 모스크바 :  이집트,  볼리비아
- 뉴델리 :  부탄
- 발레타 :  몰타
- 뉴욕 :  에스와티니,  과테말라
- 산마리노 :  산마리노

## 같이 보기
- 몽골의 재외공관 목록